# Undertale
Undertale, ook wel gestileerd als UNDERTALE, is een computerrollenspel (RPG), gemaakt door de Amerikaanse spelontwikkelaar en componist Toby Fox en uitgegeven door Fox zelf in 2015.

## Verhaal
Een mensenkind genaamd Frisk valt in Het Ondergrondse (The Underground), een groot afgezonderde regio onder de oppervlakte van de Aarde, gescheiden van de buitenwereld door een magische barrière. Frisk ontmoet Flowey, die de werkingen van het spel aan de speler fout aanleert in een poging hun te vermoorden. Frisk wordt gered door Toriel. Ze leert de speler hoe men een conflict kan eindigen zonder geweld. Ze wilt dat Frisk bij haar blijft wonen, om zo hun te beschermen van Asgore. Frisk verlaat Toriel uiteindelijk om op zoek te gaan naar Asgore's kasteel, dat de barrière naar de buitenwereld bevat.

## Gameplay
De speler ontmoet verschillende monsters tijdens de missie om terug naar de buitenwereld te gaan, voornamelijk met behulp van het vechtsysteem; de speler navigeert door mini-bullet hell aanvallen door de tegenstander, en kan kiezen om de monsters te sparen in plaats van ze aan te vallen en vermoorden. Deze keuzes beïnvloeden het spel, met de dialogen, karakters en verhaal die veranderen door de gemaakte keuzes.
Het spel kan zich ontwikkel in verschillende scenarios. Deze verschillende scenarios hebben geen officiële naam, maar worden door fans 'Echte Pacifist' (True Pacifist), 'Genocide' en 'Neutraal' (Neutral) genoemd. Sommige monsters en gebeurtenissen komen alleen voor als een bepaald scenario wordt gevolgd. Een voorbeeld hiervan is 'Undyne the Undying', een vorm van Undyne die gevuld is met vastberadenheid.

## Personages

### Frisk
De protagonist van het spel. Nadat Frisk gevallen is in Het Ondergrondse probeert die een terugweg te vinden naar de bovenwereld. 

### Flowey
Hij is het eerste monster die de speler ontmoet en dient als antagonist van het verhaal. Hij introduceert hemzelf als een vriendelijke pratende bloem, maar onthuld al snel zijn ware aard. Hij is gekend om vaak de vierde wand te breken.

### Toriel Dreemurr
Ze is een moederfiguur voor Frisk en een parodie op computerspeltutorials. Nadat ze Frisk had gered van Flowey, helpt ze de speler de werkingen van het spel te navigeren en moedigt de speler aan om monsters te sparen in plaats van ze aan te vallen. 

### Asgore Dreemurr
De koning van Het Ondergrondse. Asgore komt in het grootste deel van het spel niet voor, hoewel andere personages, zoals Toriel, Frisk waarschuwen voor hem.

### Sans
Hij is een skelet en de broer van Papyrus. Zijn naam is een verwijzing naar Comic Sans en al zijn dialoog is geschreven in dat lettertype. Hij heeft een zeer nonchalant karakter. Buiten het spel is hij gekend door zijn status als een internetmeme.

### Papyrus
Hij is een skelet en de broer van Sans. Hij is genoemd naar het lettertype Papyrus, waarin al zijn dialoog wordt geschreven. Hij heeft een groot ego en heeft als doel om aangenomen te worden bij de koninklijke wacht. Hij is altijd optimistisch en alhoewel hij Frisk gevangen wilt nemen om zichzelf te bewijzen, raakt hij toch bevriend met Frisk.

### Undyne
Ze is de kapitein van de koninklijke wacht en dient eerste als een antagonist, maar afhankelijk van de keuzes van de speler wordt ze een vriend. Hoewel ze in eerste instantie als intimiderend overkomt, is haar gedrag sterk geïnspireerd op anime, waarvan ze gelooft dat het een accurate weergave is van de mensheid.

### Alphys
Ze is de koninklijk wetenschapper van Asgore en is verliefd op Undyne. Ze is een verlegen monster met een laag zelfbeeld en heeft een grootte interesse in otaku-cultuur. Ze is de maker van Mettatons robotlichaam.

### Mettaton
Mettaton is een robot-entertainer die de enige beroemdheid van Het Ondergrondse is. Mettaton was oorspronkelijk een spook die droomde van een perfect lichaam voor zichzelf. Hij bereikte dit door bevriend te raken met Alphys die zijn robotlichaam creëerde.

## Ontwikkeling
Fox ontwikkelde zelf het gehele spel, inclusief het componeren van de muziek, met alleen wat tekeningen gemaakt door andere artiesten. Het spel werd geïnspireerd door de Mother en Mario & Luigi-spelseries, het bullet-hell schietspel Touhou Project, en de Britse komedieshow Mr. Bean. Undertale was in eerste instantie gepland met een speeltijd van twee uur, en een uitgave midden 2014, maar de ontwikkeling werd enige tijd vertraagd.

## Uitgave
Het spel was uitgebracht voor Microsoft Windows en Mac OS X in september 2015, voor Linux in juli 2016 en later voor Playstation 4 en PS Vita in augustus 2017.
Tijdens de Nintendo Direct van 8 maart 2018 is aangekondigd dat het spel ook naar de Nintendo Switch zou komen. Een releasedatum werd hierbij nog niet genoemd. Uiteindelijk kwam de Switch-versie uit op 18 september 2018.
In februari 2016 was het spel ruim een miljoen keer verkocht. In juli 2018 had het spel inmiddels 3,5 miljoen actieve spelers op Steam.

## Opvolger
Deltarune is een episodisch computerrollenspel dat ontwikkeld wordt door Toby Fox. Het eerste deel kwam uit op 31 oktober 2018 voor Microsoft Windows en MacOS. Later werd het spel uitgebracht op de Playstation 4, Playstation 5, Nintendo Switch en Nintendo Switch 2. Momenteel zijn er vier delen verkrijgbaar, met een vijfde deel gepland voor 2026. In totaal zijn er zeven delen gepland. Het verhaal speelt zich af in een alternative wereld van Undertale en deelt een aantal personages. Het spel heeft een vernieuwd vechtsysteem dat gebruik maakt van meerdere personages.

## Ontvangst
Undertale werd zeer positief ontvangen door diverse media. Op aggregatiesite Metacritic heeft het spel een gemiddelde score van 92/100 gebaseerd op 43 recensies. De ruim 3700 beoordelingen van gebruikers geeft het een gemiddelde score van 8,3.
Destructoid gaf het een 10, Game Informer een 9,5, GameSpot een 9, en IGN een 10.
| Recensiescore       | Recensiescore |
| Recensieverzamelaar | Score         |
| ------------------- | ------------- |
| Metacritic          | 92/100        |
| Publicist           | Score         |
| Destructoid         | 10            |
| Game Informer       | 9,5           |
| GameSpot            | 9             |
| IGN                 | 10            |